# Apus batesi
Apus batesi là một loài chim trong họ Apodidae.